# Moricandia nitens
Moricandia nitens är en korsblommig växtart som först beskrevs av Domenico Viviani, och fick sitt nu gällande namn av Ernest Armand Durand och Jean François Gustave Barratte. Moricandia nitens ingår i släktet blåsenaper, och familjen korsblommiga växter. Inga underarter finns listade i Catalogue of Life.

## Bildgalleri

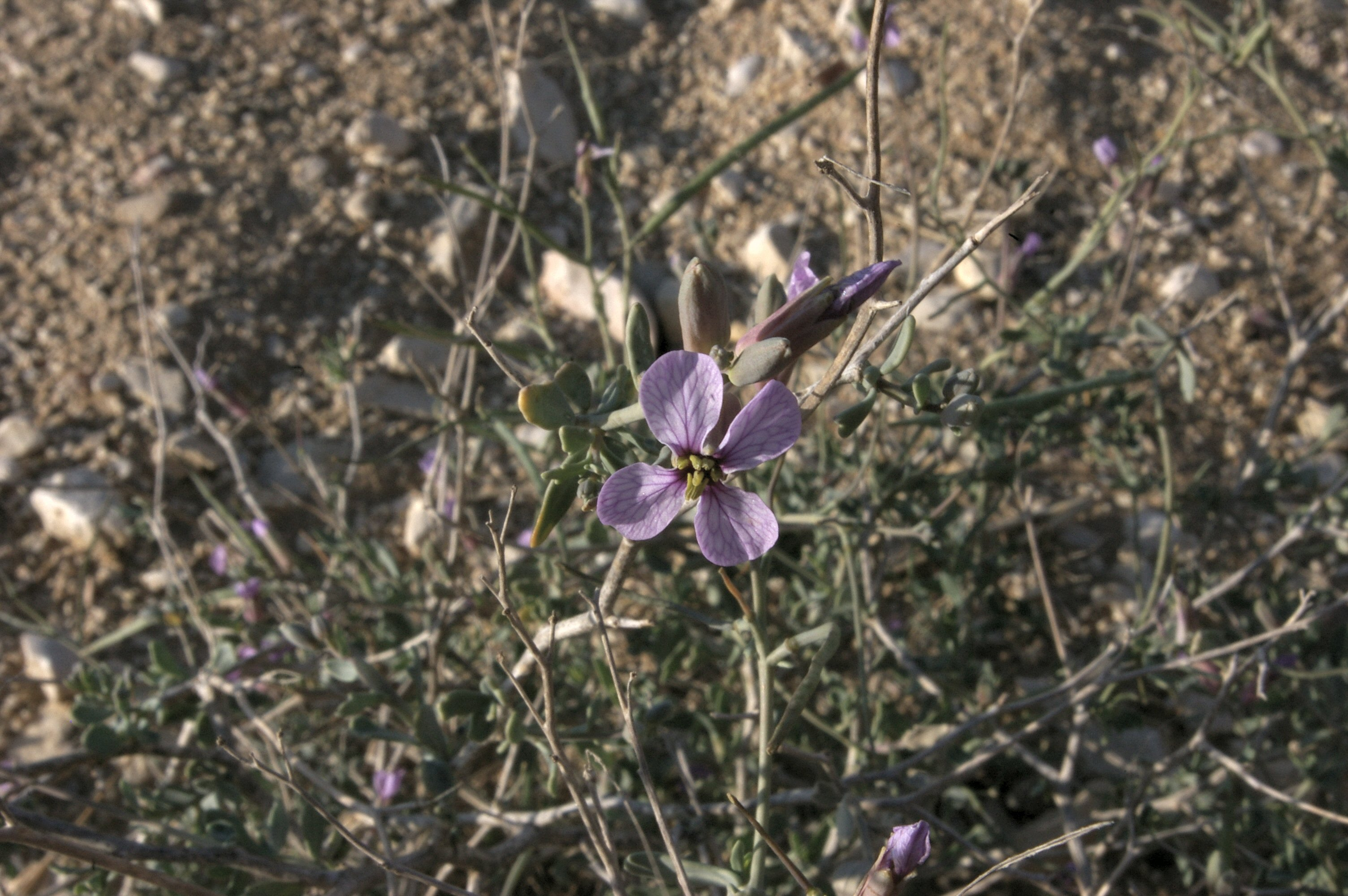